# Rugendorf
Rugendorf è un comune tedesco di 1 054 abitanti, situato nel land della Baviera.